# Zaidisme
Zaidisme eller fem-imam-linjen er en gren af shia-islam. Shiiter er opdelt i tre grene, alt afhængigt af, hvor mange imamer hver af grupperne anerkender. Den største gruppe er tolv-imam-linjen, der blandt andet er fremherskende i Iran, men derudover findes også ismailitterne eller syv-imam-linjen, der bl.a. findes i Syrien, Indien og Pakistan, samt zaiditerne eller fem-imam-linjen, der betragter Husayn ibn Alis sønnesøn Zaid ibn Ali, der døde i 740, som den femte og sidste legitime imam.
Zaiditernes udgave af islam er tættere på sunnismen end de øvrige shiitiske retninger. Zaiditer betragter rationalisme som vigtigere end koranisk bogstavtro og har historisk været tolerante overfor den sunnitiske shafiitiske retsskole, som omkring halvdelen af yemenitterne følger.
I dag eksisterer zaidismen i det nordlige Yemen. Det tidligere kongerige Yemen var zaiditisk, og den yemenitiske houthibevægelsen består primært af zaiditer.